# Kalîvîțea, Liubeșiv
Kalîvîțea (în ucraineană Каливиця) este un sat în comuna Mala Hlușa din raionul Liubeșiv, regiunea Volînia, Ucraina.

## Demografie
Componența lingvistică a localității Kalîvîțea
     Ucraineană (100%)
Conform recensământului din 2001, toată populația localității Kalîvîțea era vorbitoare de ucraineană (100%).